# Eugène de Savoie-Carignan (comte de Villafranca)
Pour les articles homonymes, voir Eugène de Savoie-Carignan et Eugène de Savoie-Gênes.
Eugène Marie Louis Hilarion de Savoie-Carignan, comte de Villafranca, prince de Carignan (italien : Eugenio Ilarione di Savoia) fait partie de la maison de Savoie. Né à Turin le 21 octobre 1753, décédé le 30 juin 1785  à Domart-sur-la-Luce en Picardie à l'âge de 31 ans et inhumé dans l'église Saint-Médard de Domart.

## Biographie
Le 26 avril 1775, il est colonel-propriétaire du régiment de Savoie-Carignan.
Il était le fils de Louis-Victor de Savoie-Carignan et de Christine-Henriette de Hesse-Rheinfels-Rotenbourg. Colonel propriétaire du régiment de Savoie-Carignan, infanterie au service du roi de France ; en garnison à Saint-Malo, il épouse le 22 février 1781 (ou le 7 novembre 1779)[réf. nécessaire], à Saint-Méloir-des-Ondes, non loin de Saint-Malo, en Bretagne, Élisabeth-Anne Magon de Lalande de Boisgarin (1765-1834), fille de Jean François Nicolas Magon, seigneur du Parc et de Boisgarin, un notable malouin, et de Louise de Karuel, et petite-fille de Jean-Baptiste Magon de La Giclais.
Leur union fut annulée par décret du Parlement pour n'avoir pas sollicité l'autorisation des rois de France et de Sardaigne. Issu de ce mariage morganatique, leur fils unique perd ses droits dynastiques :
- Joseph-Marie de Savoie-Villafranca, dit le « Chevalier de Savoie » (né 1783 - mort à Paris en 1825), maréchal de camp au service de la France, épouse à Paris le 29 octobre 1810 Pauline-Antoinette (14 octobre 1783-1829), fille de Paul-François de Quelen de La Vauguyon, duc de La Vauguyon, et de Marie-Antoinette Rosalie de Pons de Roquefort (1751-1824), dame d'atours de la comtesse de Provence ; De ce mariage naîtront :
  - Marie Gabrielle (1811-1837), qui épouse Vittorio Emanuele Camillo IX Massimo (it), prince d'Arsoli ;
  - Marie Victoire Philiberte (1814-1874), qui épouse Léopold de Bourbon-Siciles (1813-1860), comte de Syracuse, fils du roi François Ier des Deux-Siciles (1777-1830) et de sa deuxième épouse l'infante Marie-Isabelle d'Espagne (1789-1848) ;
  - Eugène Emmanuel, comte de Villafranca (1816-1888), lieutenant-général, commandant-général de la Marine royale,.